# Hiperprolactinèmia
La hiperprolactinèmia és la presència de nivells anormalment alts de prolactina en la sang. Els nivells normals són menys de 500 mUI/L [20 ng/ml o mg/L] per a les dones, i menys de 450 mUI/L per als homes.
La prolactina és una hormona peptídica produïda per la hipòfisi anterior que s'associa principalment amb la lactància i té un paper vital en el desenvolupament dels pits durant l'embaràs. La hiperprolactinèmia pot causar galactorrea (producció i el flux espontani de la llet materna) i interrupcions en el període menstrual normal en les dones; i l'hipogonadisme, la infertilitat i la disfunció erèctil en els homes.
Tot i que la hiperprolactinèmia pot derivar de canvis fisiològics normals durant l'embaràs i la lactància, també pot ser causada per altres etiologies. Per exemple, nivells elevats de prolactina podrien derivar-se de malalties que afecten l'hipotàlem i la hipòfisi. Altres òrgans, com el fetge i els ronyons, podrien afectar l'eliminació de la prolactina i, en conseqüència, els nivells de prolactina al sèrum. La interrupció de la regulació de la prolactina també es podria atribuir a fonts externes com ara medicaments.
A la població general, la prevalença d'hiperprolactinèmia és del 0,4%. La prevalença augmenta fins al 17% en dones amb malalties reproductives, com la síndrome d'ovari poliquístic. Un tumor relacionat amb hiperprolactinèmia, el prolactinoma, és el culpable més comú dels nivells constantment elevats de prolactina, així com el tipus més comú de tumor hipofisiari. Per a la hiperprolactinèmia no relacionada amb un tumor, la causa més freqüent és la secreció de prolactina induïda per medicació. En particular, els antipsicòtics s'han relacionat amb la majoria de casos d'hiperprolactinèmia no relacionats amb tumors a causa dels seus mecanismes d'augment de prolactina i d'estalvi de prolactina. Els antipsicòtics típics s'ha demostrat que indueixen augments significatius i dependents de la dosi dels nivells de prolactina fins a 10 vegades el límit normal. Els antipsicòtics atípics varien en la seva capacitat d'elevar els nivells de prolactina, tanmateix, els medicaments d'aquesta classe com la risperidona i la paliperidona tenen el potencial més alt d'induir hiperprolactinèmia d'una manera dependent de la dosi similar als antipsicòtics típics.